# Robert Dautray
 (octobre 2024).
Si vous disposez d'ouvrages ou d'articles de référence ou si vous connaissez des sites web de qualité traitant du thème abordé ici, merci de compléter l'article en donnant les références utiles à sa vérifiabilité et en les liant à la section « Notes et références ».
Ignace Robert Dautray, né Kouchelevitz le 1er février 1928 à Paris, où il meurt le 20 août 2023,,, est un ingénieur français, ancien directeur scientifique du commissariat à l'énergie atomique (CEA), ancien haut-commissaire à l'énergie atomique. Il a longtemps été considéré comme ayant inventé la bombe H française, titre qu'il avait octroyé à Michel Carayol. Il est membre de l'Académie des sciences, section sciences mécaniques et informatiques, et de l'Académie des technologies.

## Biographie
Le père de Robert Kouchelevitz, Mordechaï Kouchelevitz, a quitté Lida, un shtetl situé entre Minsk et Vilnius, et arrive en France en 1905. Là il rencontre Esther Mouschkat, originaire de Berditchev en Ukraine et arrivée en France en 1902 pour échapper aux pogroms antijuifs qui avaient cours sous le règne du tsar Nicolas II. Ils se marient et ont deux enfants : Denise, née en 1922, et Robert, six ans plus jeune. 
Sous l'Occupation, la famille juive est contrainte de déménager fréquemment. En juillet 1942, la famille est prévenue que des policiers se sont présentés à une ancienne adresse pour l'arrêter. La famille, par précaution, se sépare. Esther part s’abriter avec ses enfants dans le Gard, tandis que Mordechaï reste à Paris. Il est arrêté, interné au camp de Drancy puis déporté vers Auschwitz par le convoi no 26, dont il ne survit pas. 
Durant ce séjour gardois, Robert est formé au métier de berger. Il ne va pas à l'école. Il se forme en autodidacte et lit les livres que lui prête l'institutrice du village où sa famille s'est réfugiée. En 1944, elle lui conseille de passer le baccalauréat en candidat libre, ce qu'il fait et réussit.
La guerre finie, la famille retourne à Paris. Robert prépare en candidat libre le concours d'entrée à l'École nationale des arts et métiers. Il est reçu major de promotion, dans la promotion entrée à Paris en 1945 (promotion Pa.45). Sur le conseil de ses professeurs, il passe le concours de l'École polytechnique en 1949 d'où il sort major. C'est là qu'il obtient par le Conseil d’État la permission de franciser son patronyme, Robert Kouchelevitz devenant Robert Dautray. À sa sortie de Polytechnique, il entre au CEA de Saclay au service de physique mathématique dirigé par Jacques Yvon, Jules Horowitz, Albert Messiah, Anatole  Abragam, Claude Bloch, Michel Trocheris, etc.
En 1967, il est nommé par le ministre Alain Peyrefitte pour diriger la conception d'une bombe H française, le programme étant à l'époque figé par des impasses techniques. Le président De Gaulle s’impatiente pour que la France ait l'armement thermonucléaire. Robert Dautray réussit à débloquer la situation en validant l'arme par simulation. Des essais avec de puissants lasers permettent en effet d'obtenir des codes de calculs fiables dans la conception de la bombe. Le travail de Robert Dautray aboutit à la réussite de l'essai nucléaire Canopus du 24 août 1968 au large de l'atoll de Fangataufa, faisant entrer la France dans le club des puissances détentrices de l'armement thermonucléaire.
Directeur scientifique du CEA, il contribue ensuite au développement des applications civiles de l'atome après des travaux scientifiques sur la régulation isotopique et la réalisation de réacteurs expérimentaux (réacteur à haut flux de Grenoble). Il travaille sur le procédé de séparation des isotopes de l'uranium. Il est directeur du programme grand laser Phébus. Robert Dautray est haut-commissaire à l'énergie atomique de 1993 à 1998.
En 1977, il entre à l'Académie des sciences.
Robert Dautray a raconté sa vie, en particulier sa jeunesse difficile, dans son livre de Mémoires, publié en 2007.
Président du comité des programmes scientifiques du Centre National d'Études Spatiales (CNES), il s'est par ailleurs également intéressé aux problèmes du changement climatique (transfert radiatif dans l'effet de serre).
Il meurt le 20 août 2023 à son domicile de l'île Saint-Louis à Paris. Il a légué cinq ans avant sa mort l'intégralité de sa bibliothèque à l'Académie des sciences. Dans ses dernières volontés, il demande que l'Académie des sciences ne fasse ni communiqué, ni cérémonie ou hommage durant une année après sa mort.

## Travaux scientifiques
La quasi-totalité de l’activité professionnelle de Robert Dautray a été consacrée aux sciences physiques contribuant à l'énergie nucléaire, tant à la physique des réacteurs (contrôle commande des réacteurs, physique des surgénérateurs, réacteurs de recherche Pégase, réacteur à haut flux de l’Institut Laue-Langevin, etc.), qu’à l’amont du cycle du combustible (contrôle commande de l’usine de séparation des isotopes de l’uranium) qu’à l’aval de ce cycle (formation et physique des isotopes du plutonium et autres actinides, aux descendants des produits de fission, des noyaux de structures activés, etc.).
De plus, Robert Dautray a participé à l’établissement des sciences physiques de base pour les sciences des hautes densités et hautes puissances de matières et de rayonnement électromagnétique (équations d’état, opacité, transfert radiatif, discontinuités des écoulements à grandes vitesses, instabilités d’interfaces, implosions par laser, réactions thermonucléaires, neutronique non linéaire des milieux à grande vitesse des noyaux rendant non linéaire les équations de transport des neutrons et physique des plasmas, etc.
Robert Dautray a contribué à développer les méthodes mathématiques nécessaires à la modélisation de ces phénomènes. Il a coprésidé, avec la direction des études et recherches de EDF, les écoles d'été d'analyse numérique CEA/EDF.

### Polémique sur la paternité de la bombe H française
Une polémique a existé sur l'attribution à Robert Dautray de la paternité de la bombe H française. Des experts la contestent, mettant en avant les travaux de Michel Carayol. Cette version des faits (R.D. père de la bombe H) suggérée par Robert Dautray lui-même, a été amplifiée et entretenue par Alain Peyrefitte. Grâce à cette légitimité il a exercé les fonctions de directeur scientifique de la Direction des Applications Militaires (DAM) de 1967 à 1993, puis de Haut-Commissaire du CEA de 1993 à 1998. Cependant, en 1994, Pierre Billaud, un des acteurs majeurs des formules A et H, décide de décrire en détail les jalons qui ont conduit au succès de 1968. Il rédige d’abord un ouvrage personnel, puis un ouvrage collectif où douze anciens responsables du CEA/DAM soutiennent la thèse que Pierre Billaud, Michel Carayol et Luc Dagens sont les principaux contributeurs et que le titre de « père de la bombe H française » revient à Michel Carayol. Un document officiel, écrit en novembre 1993 par Bernard Lemaire, alors directeur scientifique de la DAM, confirme ces témoignages. Il n’y a pas de traces de contribution scientifique de Robert Dautray à la découverte de la formule de la bombe H.
Robert Guillaumont est d'un avis contraire : « L’alternative, déjà esquissée à la DAM, et dont Robert Dautray était partisan, était une ignition par compression isotrope de la cible avec des rayons X, compression dite radiative générée par une bombe A. Il en avait défini la physique par des calculs traduisant les comportements de la matière en conditions extrêmes de pression et température, en présence de photons à haute densité. Il s’agit de phénomènes extrêmement complexes. En moins d’un an, un engin thermonucléaire était construit sur ce concept et expérimenté avec succès. […] Robert Dautray n’a pas inventé la bombe, il a contribué au bon choix du concept retenu par sa démonstration théorique. ».

## Œuvres

### Articles scientifiques (sélection)
- Statique et dynamique des centrales et moteurs nucléaires ; service de physique mathématique, publié par le cours que RD dispensait au CEA/Saclay/ INSTN. 1957.
- Le réacteur d’essai de matériaux combustibles Pégase, en collaboration avec Pierre Arditti et R. Raievski, CEA Cadarache, conférence des Nations unies de Genève, 1960.
- Projet d’un réacteur à haut flux de neutrons dans le cadre de travaux avec Paul Ageron et al., CEA :1964.
- Project studies for the German French High flux reactor ILL, in collaboration avec H. Beckurts. Proceedings Los Alamos et Santa Fé, New Mexico conference, page 281- 310, USA.1966.
- Conference on plasma physics and controlled nuclear fusion, CEA, Limeil, 1984.
- Monte Carlo methods and applications in neutronics, photonics and statistical physics in collaboration with Alcouffe et al. Springer-verlag, Lectures notes in physics, volume 240, 1985.
- L’effet de serre et ses conséquences climatiques : présidence du groupe de travail de l’Académie des sciences ayant rédigé le rapport (numéro 25), 1990.
- Les travaux d’interaction laser/matière au CEA/Limeil, en collaboration avec Berthier et al. IAEA CN/50 Kyoto, 1990.
- L’énergie nucléaire civile dans le cadre des changements climatiques. Rapport de RD à l’académie des sciences TEC/DOC Lavoisier. ; 330 pages,2001.
- Les isotopes du plutonium et leurs descendants par absorption de neutrons et/ou désintégration. Rapport de RD à l’académie des sciences, 238 pages, TEC/DOC Lavoisier, 2005.
- Sécurité et utilisation hostile de l’énergie nucléaire : de la physique à la biologie. Rapport de RD à l’académie des sciences, 176 pages, TEC/DOC Lavoisier, 2007.
- Energy: towards nuclear breeders installations before the end of the century? En collaboration avec Jacques Friedel. Comptes rendus de l’académie des sciences, Mécanique volume 335, pages 51-74, Elsevier, 2007.
- Surgénérateurs ; l’état des matériaux aux hautes irradiations, hautes puissances locales et températures, leurs gradients et propriétés mécaniques, adaptées aux contraintes qui en résultent, en collaboration avec Jacques Friedel, CR de l’académie des sciences, Mécanique, volume 338, pages 649-655, Elsevier, 2010.
- The long term future for civilian nuclear power generation in France. The case for breeder reactors; novelties and issues; CR de l’académie des sciences, Mécanique; volume 338, pages 369-387, Elsevier, 2011.
- Réflexions sur l’avenir de l’énergie nucléaire, de la France d’aujourd’hui au monde de demain, de la IIde à la IIIe génération, avec Jacques Friedel et Yves Bréchet, CR de l’académie des sciences, Physique, 2012, Elsevier.
- Science of nuclear safety post Fukushima; en collaboration avec Édouard Brézin et al.CR Physique, volume13, pages 337-382, Elsevier, 2012.
- Contrôler et limiter la dispersion des produits radioactifs des centrales électronucléaires en cas d’accident. RD avec Jacques Friedel et Yves Bréchet, CR Physique, volume 15,pages 481-508, Elsevier, 2014.

### Participation à des ouvrages scientifiques
- « Analyse mathématique et calcul numérique pour les sciences et les techniques », en collaboration avec JL Lions et ses collègues, CEA/ Masson » ouvrage de 4000 pages, édité d’abord en trois volumes dans la collection CEA par Masson, puis réédité en huit volumes, collection CEA INSTN édité par Eyrolles, et réédité en 6 volumes en langue anglaise par Springer; puis en paper back par ce dernier.
- « Méthodes probabilistes pour les équations de la physique » avec P. L. Lions, R. Sentis, M. Cessenat, G.Ledanois et E. Pardoux, 1989.
- « La fusion thermonucléaire inertielle par laser », avec JP Watteau et al, en cinq volumes collection CEA Eyrolles, 1993.

### Autres ouvrages
- R. Dautray, Mémoires. Du Vel d'Hiv à la bombe H, Odile Jacob, 2007.
- Robert Dautray et Jacques Lesourne, L'humanité face au changement climatique, Paris, Odile Jacob, 2009.

## Distinctions
- Grand-croix de la Légion d'honneur (2007)[17]
- Membre de l'Académie de sciences (section des sciences mécaniques et informatique) depuis le 7 février 1977
- Prix Laplace de l'Académie des sciences : 1951
- Prix Lamb de l'Académie des sciences : 1975
- Prix Nessim-Habif  des Arts et Métiers (1977)[18]
- Fellow du laboratoire de Los Alamos
- Edward Teller Medal pour la fusion par laser du laboratoire de Livermore (1993)
- Grande médaille de la Société française d'énergie nucléaire (1998)[19]